# Sinsin Chico
Sinsin Chico es una localidad peruana ubicada en el distrito de Gorgor, perteneciente a la provincia de Cajatambo del departamento de Lima, al centro oeste del Perú. 

## Ubicación
Sinsin Chico se ubica al sur de la provincia de Cajatambo, en el distrito de Gorgor, en el departamento de Lima.

## Demografía
En 2017 Sinsin Chico tenía una población de 48 habitantes y 31 viviendas.
| Gráfica de evolución demográfica de Sinsin Chico entre 1993 y 2017 |
|                                                                    |
| Fuentes: Población 1993 y 2017                                     |